# Stateczność wyrobiska
Stateczność wyrobiska – termin stosowany do określenia zdolności wyrobiska górniczego do zachowania kształtu i położenia wbrew działającym siłom, dążącym do zmiany istniejącego stanu. Na stateczność wyrobiska, oprócz sił masowych i spoistości ośrodka skalnego, wpływają obciążenia pochodzące od pracujących maszyn i urządzeń.